# Альт (голос)
Альт — спочатку так називався голос, який був вище тенора, що виконував головну мелодію: cantus formus, інакше фальцетто. Пізніше термін альт позначає низький голос у жінок і хлопчиків. Найбільш характерний та виразний регістр — грудний та частково середній — від g до a1. Верхній регістр — до f2.

## Специфіка
Голос між тенором і сопрано. Звук чоловічого альта нагадує звук труби, звук жіночого контральто зазвичай дуже багатий і насичений. Середина діапазону альта знаходиться на октаву вище ноти «до» першої октави на фортепіано.